# Hieracium thapsiformoides
Hieracium thapsiformoides là một loài thực vật có hoa trong họ Cúc. Loài này được Schneider ex K.Malý mô tả khoa học đầu tiên năm 1904.